# وادي مهور
وادي مهور أو وادي بني حرب او الوادي المخضر يعتبر هذا الوادي من أوسع الأودية وأعمرها بالسكان في السعودية ويقع هذا الوادي في منطقة مكة المكرمة وسط ديار بني مالك في السراة بين سلسلتين جبليتين ممتدتين نحو الجنوب الشرقي، إحداهما هي سلسلة جبال عَقِبْ الواقعة في محاذاته من الشمال والشمال الشرقي وتفصل هذه السلسلة بين بني حرب وأبا النعيم.